# Buchjournal
Das Buchjournal ist ein Kundenmagazin für Literatur, das im Verlag MVB GmbH erscheint und vom Börsenverein des Deutschen Buchhandels herausgegeben wird.
1985 ging das Buchjournal aus der 1978 erschienen Literaturzeitschrift "Lit" hervor.
Die Zeitschrift erscheint viermal im Jahr und ist in etwa 900 Buchhandlungen in Deutschland, Österreich und der Schweiz erhältlich. Das Buchjournal erscheint ab 2025 mit integriertem Kids & Teens-Teil in einer geplanten Druckauflage von 100.000 Exemplaren.
Das Buchjournal ist Mitglied der Informationsgemeinschaft zur Feststellung der Verbreitung von Werbeträgern (IVW). Die Verbreitung lag im zweiten Quartal 2020 bei 184.091 Exemplaren.